# Jamahl Mosley
Jamahl Mosley (Milwaukee, Wisconsin, 6 de octubre de 1978) es un exjugador y actual entrenador de baloncesto estadounidense que dirige desde 2021 a los Orlando Magic de la NBA. Con 2,03 metros de estatura, jugaba en la posición de alero, recorriendo cuatro continentes diferentes en apenas cinco años como profesional.

## Trayectoria deportiva

### Universidad
Jugó cuatro temporadas con los Colorado de la Universidad de Colorado, en las que promedió 11,4 puntos y 6,6 rebotes por partido. En su tercera temporada fue incluido en el tercer mejor quinteto de la Big 12 Conference.

### Profesional
Comenzó su carrera en México con Petroleros de Salamanca en 2001 antes de unirse a los Victoria Titans de la NBL australiana, donde fue nombrado mejor sexto hombre de la liga en 2002.
Firmó con el Baloncesto León de la LEB Oro española en 2003 y jugó allí durante una temporada. Dividió la temporada 2004-05 con Korihait en Finlandia y los Seoul Samsung Thunders de Corea del Sur, donde terminó su carrera como jugador.

### Entrenador
Mosley se unió a los Denver Nuggets de la NBA como entrenador de desarrollo de jugadores y ojeador en 2005. Fue ascendido a entrenador asistente en 2007, trabajando a las órdenes de George Karl. En 2010 se unió al plantel de asistentes de Byron Scott en los Cleveland Cavaliers, donde permaneció hasta 2014. Esa temporada fichó como asistente también de los Dallas Mavericks bajo el mando de Rick Carlisle. Se convirtió en el coordinador defensivo de los Mavs en 2018 y fue responsable de las estrategias defensivas del equipo.
El 11 de julio de 2021 fue nombrado entrenador en jefe de los Orlando Magic.
Al comienzo de su tercera temporada en Orlando, la 2023-24, fue nombrado entrenador del mes de octubre-noviembre de la conferencia Este.

## Estadísticas como entrenador
| Equipo        | Año     | P   | V   | D   | V–D% | Finalizado     | PP | VP | DP | PV–D% | Resultado               |
| ------------- | ------- | --- | --- | --- | ---- | -------------- | -- | -- | -- | ----- | ----------------------- |
| Orlando Magic | 2021-22 | 82  | 22  | 60  | .268 | 5.º en Sudeste | —  | —  | —  | —     | No playoffs             |
| Orlando Magic | 2022-23 | 82  | 34  | 48  | .415 | 4.º en Sudeste | —  | —  | —  | —     | No playoffs             |
| Orlando Magic | 2023-24 | 82  | 47  | 35  | .573 | 1.º en Sudeste | 7  | 3  | 4  | .429  | Pierde en Primera ronda |
| Orlando Magic | 2024-25 | 82  | 41  | 41  | .500 | 1.º en Sudeste | 5  | 1  | 4  | .200  | Pierde en Primera ronda |
| Total         | Total   | 328 | 144 | 184 | .439 |                | 12 | 4  | 8  | .333  |                         |